# Giải cho nam diễn viên xuất sắc nhất (Liên hoan phim Cannes)
Giải cho nam diễn viên xuất sắc nhất (tiếng Pháp: Prix d'interprétation masculine) là một giải của Liên hoan phim Cannes dành cho nam diễn viên của một phim tham gia Liên hoan phim này, được Ban Giám khảo bầu chọn là xuất sắc nhất. Giải này được lập ra từ năm 1946.
Dưới đây là danh sách các phim và các nam diễn viên đoạt giải:
| Năm  | Phim                                    | Nam diễn viên                                                              |
| ---- | --------------------------------------- | -------------------------------------------------------------------------- |
| 1946 | The Lost Weekend                        | Ray Milland                                                                |
| 1947 | không trao giải                         |                                                                            |
| 1948 | không tổ chức Liên hoan phim            |                                                                            |
| 1949 | House of Strangers                      | Edward G. Robinson                                                         |
| 1950 | không tổ chức Liên hoan phim            |                                                                            |
| 1951 | The Browning Version                    | Michael Redgrave                                                           |
| 1952 | Viva Zapata!                            | Marlon Brando                                                              |
| 1953 | The Wages of Fear                       | Charles Vanel                                                              |
| 1954 | không trao giải                         |                                                                            |
| 1955 | Bad Day at Black Rock                   | Spencer Tracy                                                              |
| 1955 | Bolshaya Semya                          | mọi vai diễn                                                               |
| 1956 | không trao giải                         |                                                                            |
| 1957 | Peace Valley                            | John Kitzmiller                                                            |
| 1958 | The Long, Hot Summer                    | Paul Newman                                                                |
| 1959 | Compulsion                              | Bradford Dillman, Dean Stockwell và Orson Welles                           |
| 1960 | không trao giải                         |                                                                            |
| 1961 | Goodbye Again                           | Anthony Perkins                                                            |
| 1962 | Long Day's Journey into Night           | Dean Stockwell, Jason Robards và Ralph Richardson                          |
| 1962 | A Taste of Honey                        | Murray Melvin                                                              |
| 1963 | This Sporting Life                      | Richard Harris                                                             |
| 1964 | Pacsirta                                | Antal Páger                                                                |
| 1964 | Seduced and Abandoned                   | Saro Urzì                                                                  |
| 1965 | The Collector                           | Terence Stamp                                                              |
| 1966 | Sult                                    | Per Oscarsson                                                              |
| 1967 | Shlosha Yamim Veyeled                   | Oded Kotler                                                                |
| 1968 | không tổ chức Liên hoan phim            |                                                                            |
| 1969 | Z                                       | Jean-Louis Trintignant                                                     |
| 1970 | The Pizza Triangle                      | Marcello Mastroianni                                                       |
| 1971 | Sacco e Vanzetti                        | Riccardo Cucciolla                                                         |
| 1972 | Nous ne vieillirons pas ensemble        | Jean Yanne                                                                 |
| 1973 | Love and Anarchy                        | Giancarlo Giannini                                                         |
| 1974 | The Last Detail                         | Jack Nicholson                                                             |
| 1975 | Profumo di donna                        | Vittorio Gassman                                                           |
| 1976 | Pascual Duarte                          | José Luis Gomez                                                            |
| 1977 | Elisa, vida mía                         | Fernando Rey                                                               |
| 1978 | Coming Home                             | Jon Voight                                                                 |
| 1979 | The China Syndrome                      | Jack Lemmon                                                                |
| 1980 | A Leap in the Dark                      | Michel Piccoli                                                             |
| 1981 | La tragedia di un uomo ridicolo         | Ugo Tognazzi                                                               |
| 1982 | Missing                                 | Jack Lemmon                                                                |
| 1983 | La mort de Mario Ricci                  | Gian Maria Volontè                                                         |
| 1984 | Los santos inocentes                    | Alfredo Landa và Francisco Rabal                                           |
| 1985 | Kiss of the Spider Woman                | William Hurt                                                               |
| 1986 | Ménage                                  | Michel Blanc                                                               |
| 1986 | Mona Lisa                               | Bob Hoskins                                                                |
| 1987 | Dark Eyes                               | Marcello Mastroianni                                                       |
| 1988 | Bird                                    | Forest Whitaker                                                            |
| 1989 | sex, lies, and videotape                | James Spader                                                               |
| 1990 | Cyrano de Bergerac                      | Gérard Depardieu                                                           |
| 1991 | Barton Fink                             | John Turturro                                                              |
| 1992 | The Player                              | Tim Robbins                                                                |
| 1993 | Naked                                   | David Thewlis                                                              |
| 1994 | To Live                                 | Ge You                                                                     |
| 1995 | Carrington                              | Jonathan Pryce                                                             |
| 1996 | Le huitième jour                        | Pascal Duquenne và Daniel Auteuil                                          |
| 1997 | She's So Lovely                         | Sean Penn                                                                  |
| 1998 | My Name Is Joe                          | Peter Mullan                                                               |
| 1999 | Humanité                                | Emmanuel Schotte                                                           |
| 2000 | In the Mood for Love                    | Tony Leung Chiu Wai                                                        |
| 2001 | The Piano Teacher (La pianiste)         | Benoît Magimel                                                             |
| 2002 | The Son (Le fils)                       | Olivier Gourmet                                                            |
| 2003 | Uzak                                    | Muzaffer Ozdemir và Mehmet Emin Toprak                                     |
| 2004 | Nobody Knows                            | Yagira Yuuya                                                               |
| 2005 | The Three Burials of Melquiades Estrada | Tommy Lee Jones                                                            |
| 2006 | Days of Glory                           | Jamel Debbouze, Samy Naceri, Roschdy Zem, Sami Bouajila và Bernard Blancan |
| 2007 | The Banishment                          | Konstantin Lavronenko                                                      |
| 2008 | Che                                     | Benicio del Toro                                                           |